# Carol Graham

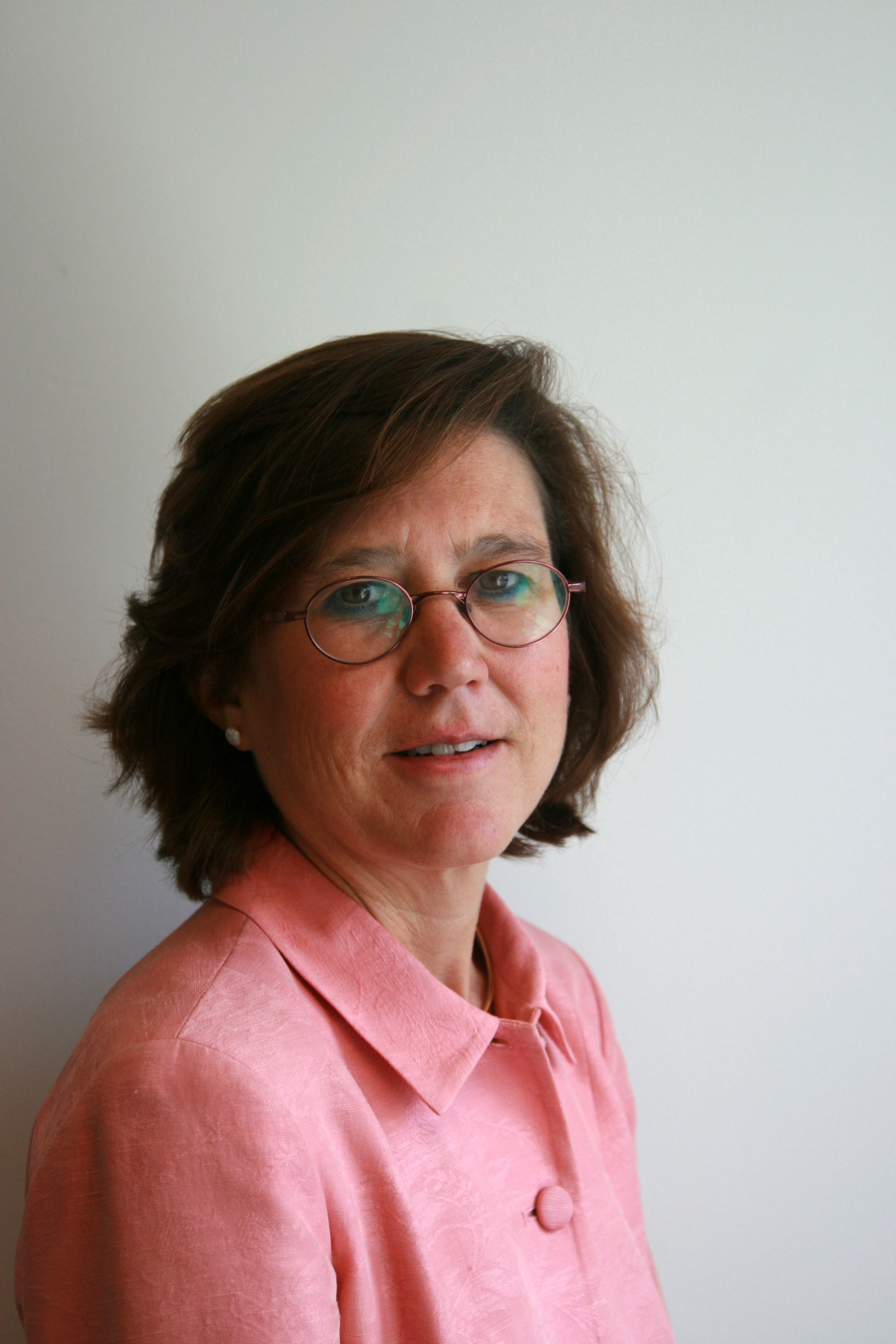
Carol Graham

Carol Graham (* 29. Januar 1962) ist eine US-amerikanische Politikwissenschaftlerin und Professorin an der School of Public Policy der University of Maryland, College Park. Außerdem ist sie Leo Pasvolsky Senior Fellow der Brookings Institution, Senior Scientist der Gallup und Research Fellow am Bonner Institut zur Zukunft der Arbeit (IZA). Ihre wissenschaftlichen Interessengebiete sind: Wohlbefinden, Glück, Armut, Ungleichheit, öffentliche Gesundheit.
Graham machte 1984 das Bachelor-Examen an der Princeton University und den Master-Abschluss 1986 an der Johns Hopkins University. 1989 wurde sie an der britischen University of Oxford zur Ph.D. promoviert. Danach war sie bis 1990 Assistant Professor an der Duke University. Es folgten Stationen als Adjunct Professor an der Georgetown University und zugleich Guest Scholar (Foreign Policy Studies) bei der Brookings Institution (1990–1994) sowie Tätigkeiten für die Weltbank (1994/95), die Interamerikanische Entwicklungsbank (1997/98) und den Internationalen Währungsfonds (2001). Dazwischen gab es 1999/2000 eine Gastprofessur an der Johns-Hopkins University. Von 2002 bis 2004 war sie Vizepräsidentin und Direktorin des Governance Studies Program der Brooking Institution. Seit 2005 ist sie Professorin der University of Maryland.

## Schriften (Auswahl)
- Happiness for all? Unequal hopes and lives in pursuit of the American dream. Princeton University Press, Princeton 2017, ISBN 978-0-69116-946-0.
- The pursuit of happiness. An economy of well-being. Brookings Institution Press, Washington D.C. 2012, ISBN 978-0-81572-127-7.
- Happiness around the world. The paradox of happy peasants and miserable millionaires. Oxford University Press, Oxford/New York 2009, ISBN 978-0-19954-905-4.
- Private markets for public goods. Raising the stakes in economic reform. Brookings Institution Press, Washington D.C. 1998, ISBN 0815732295.
- Safety nets, politics, and the poor. Transitions to market economies. Brookings Institution Press, Washington D.C. 1994, ISBN 0815732287.
- Peru's APRA. Parties, politics, and the elusive quest for democracy. L. Rienner Publishers, Boulder 1992, ISBN 1555873065.